# Talayot-Kultur
Dieser Artikel wurde auf der Qualitätssicherungsseite der Redaktion Geschichte eingetragen (dort auch Hinweise zur Abarbeitung dieses Wartungsbausteins), weil er noch inhaltliche oder formale Mängel hat. Bitte hilf mit, die genannten Einwände zu klären und etwaige Mängel dieses Artikels zu beseitigen, und beteilige dich bitte an der Diskussion!

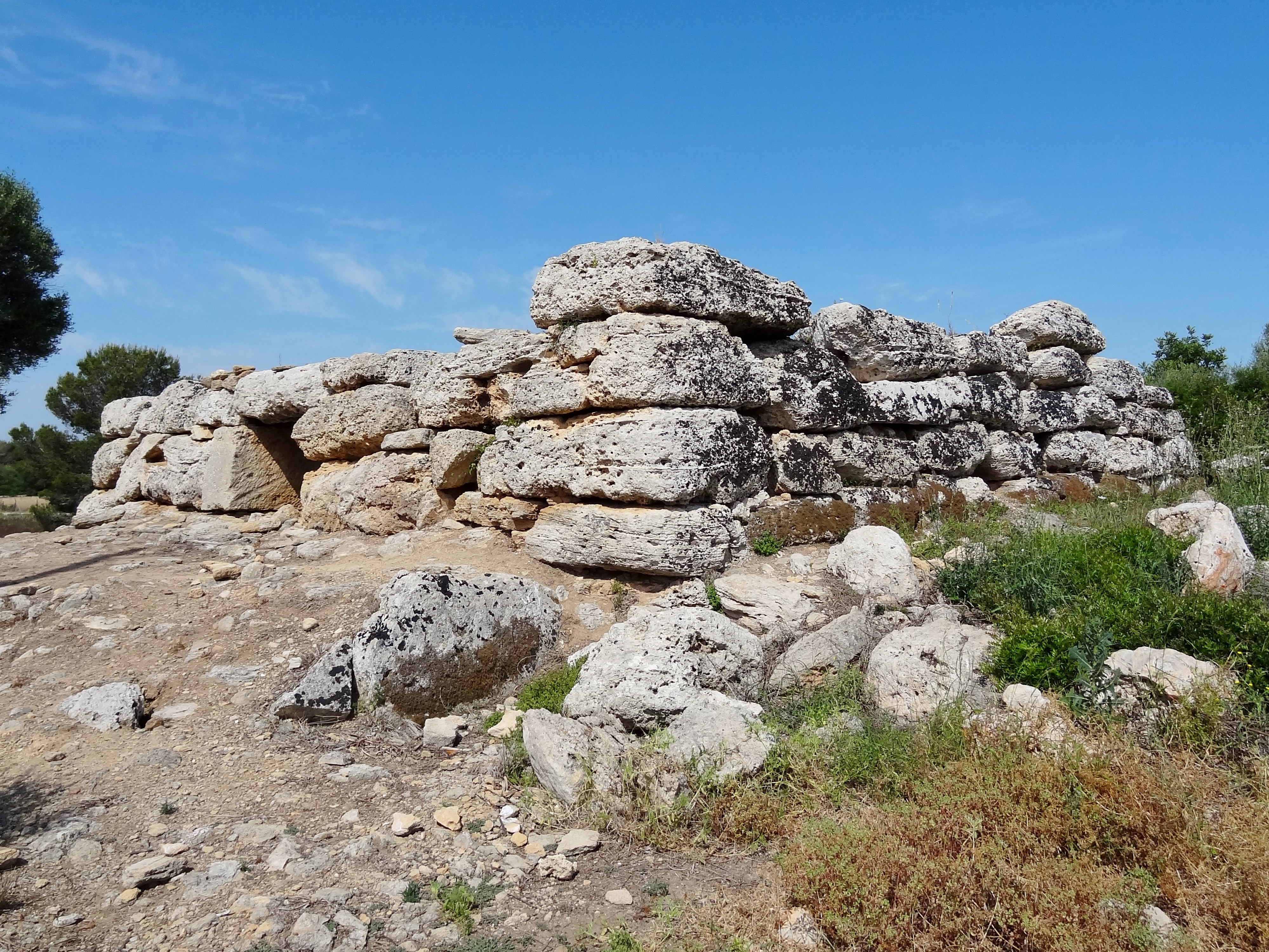
Talaiot de sa Cova de sa Nineta (Son Serra de Marina)

Die Talayot-Kultur war eine prähistorische Kultur zwischen dem 13. und 2. Jahrhundert v. Chr. auf den Balearischen Inseln im westlichen Mittelmeer. Sie ist durch die zahlreichen Reste der namengebenden Turmbauten, der Talayots, vor allem auf Mallorca und Menorca bekannt. Nach ihr wurde die Kulturepoche auf den Inseln Talayotikum genannt. Bei der Talayot-Kultur handelt es sich um eine Megalithkultur zwischen dem Ende der Bronze- und dem Beginn der Eisenzeit, gekennzeichnet durch Turm- und andere Bauten in Großsteinbauweise.

## Namensgebung
Der Name talaiot (katalanisch) sowie talayot (kastilisch) ist vom katalanischen Wort talaia für „Beobachtungs- und Wachturm“ abgeleitet, das seinen Ursprung im arabischen atalaji für „Wache“ hat. Der Archäologe Joan Ramis aus Menorca prägte daraus den Begriff der „talayotischen Kultur“.

## Geschichte

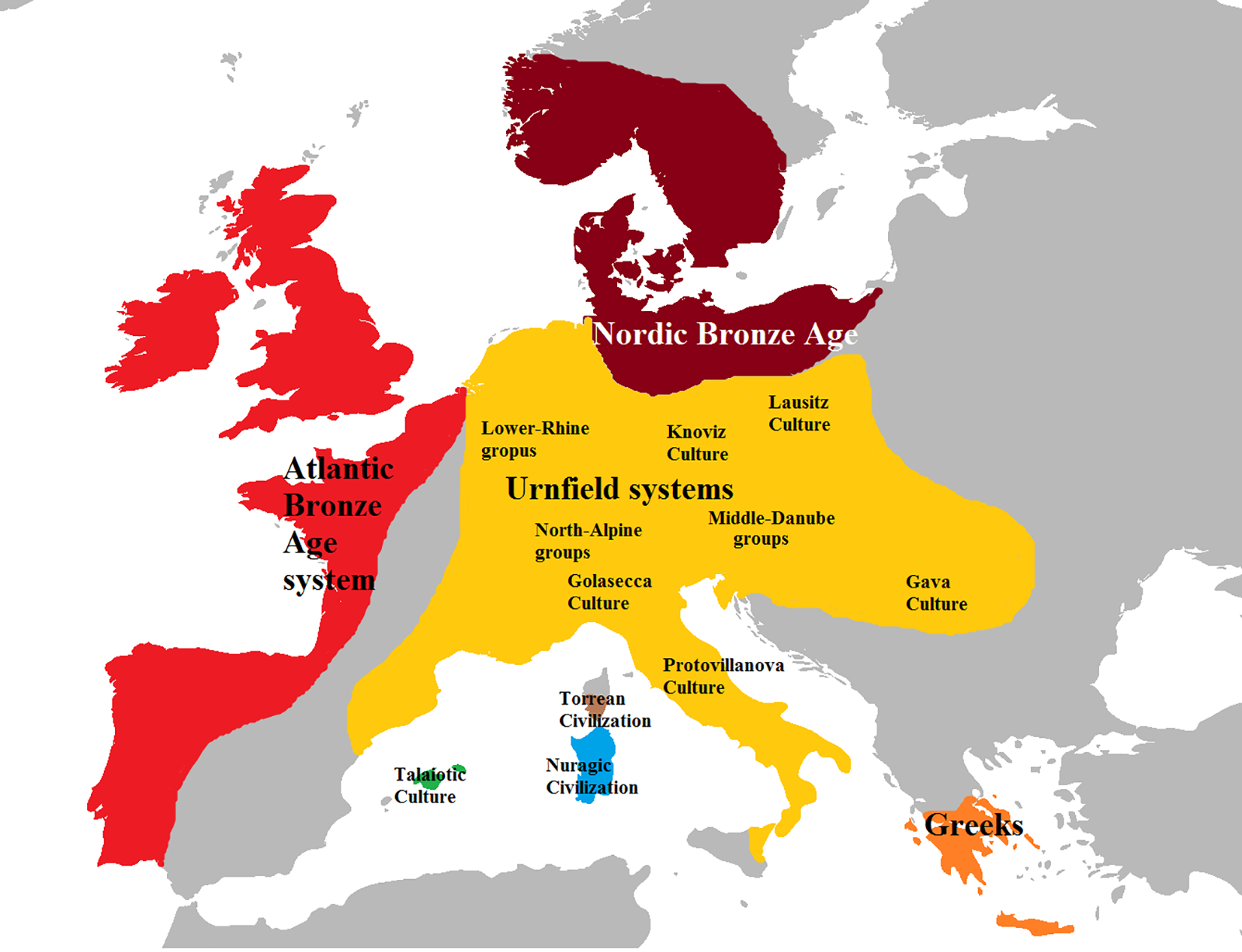
Europa in der Spätbronzezeit

Auf Mallorca werden ihre vereinzelt anzutreffenden größeren Siedlungen auch Clapers de gegants (Steingelände der Riesen) genannt. Auf Menorca sind dagegen die klassischen Talayots, wie sie Mallorca kennt (rund bzw. quadratisch), relativ selten oder durch Abtragung der Steine bereits stark zerfallen (Torre d’en Galmés).
Ähnliche Bauwerke entstanden während des Talayotikums auch auf Korsika, Sardinien und Pantelleria. Einige Forscher nehmen deshalb eine Verbindung zwischen den damaligen Kulturen des westlichen Mittelmeeres an. Die These, dass die Talayot-Kultur mit der Ankunft anderer Völker aus dem östlichen Mittelmeer auf Mallorca und Menorca entstand, die mit veränderten Bauformen und einem neuen Sozial- und Wirtschaftssystem den letzten Abschnitt der dortigen Vorgeschichte einleiteten, ist heute widerlegt. Bei der Kultur des Talayotikum handelt es sich um eine weitestgehend eigenständige, nachvollziehbare Entwicklung der Balearischen Inseln, wobei Verbindungen zu anderen Kulturen nicht ausgeschlossen sind.

### Chronologie

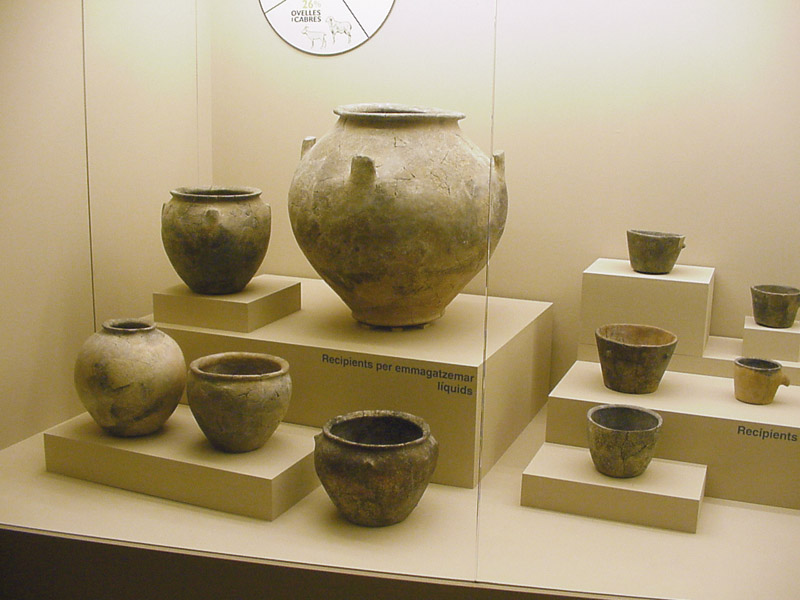
Talayotische Keramik

Das Zeitalter der Talayot-Kultur wird in vier Abschnitte eingeteilt (Talayotikum I bis IV), die den Zeitraum von 1300 v. Chr. bis zur römischen Eroberung 123 v. Chr. umfassen, wobei die ersten beiden bzw. die letzten beiden dieser Zeitabschnitte zueinander geringere Unterschiede aufweisen. Die Talayot-Kultur ist jedoch keine plötzlich entstandene Kultur, sondern hatte ihre Vorläufer, die als Vor-Talayotikum bezeichnet werden. Die nachfolgende Tabelle gibt eine Übersicht der heute bekannten historischen Abschnitte der Kulturentwicklung der Inseln bis zur Romanisierung der Balearen.
| Kulturabschnitt               | Handwerk und Bauten                                                                                | Zeit              | Synchronismus                                            |
| ----------------------------- | -------------------------------------------------------------------------------------------------- | ----------------- | -------------------------------------------------------- |
| Vorkeramische Zeit            | Bearbeitete Feuersteine und Knochen                                                                | 4000–2000 v. Chr. | Sumerer, Ägyptisches Altes Reich                         |
| Archaisches Vor-Talayotikum   | Ungravierte- und Gravur-Keramik; Wohn- und Grabstätten in natürlichen Höhlen                       | 2000–1800 v. Chr. | Frühe Bronzezeit in Europa, Altpalastzeit auf Kreta      |
| Höhepunkt des Vor-Talayotikum | Bronzewerkzeuge, Götzensteine; erste Hütten, Grabstätten auch in künstlichen Höhlen (Cuevas)       | 1800–1500 v. Chr. | Hyksos in Ägypten, Neupalastzeit auf Kreta               |
| Ende des Vor-Talayotikum      | Bronzene Pfeilspitzen, „Talischer Götze“; Wohnstätten in megalithischen Navetas                    | 1500–1300 v. Chr. | Iberische El-Argar-Kultur, Mittlere Bronzezeit in Europa |
| Talayotikum I                 | Bronzene Schwerter und andere Waffen; Einzeln stehende Talayots, unterirdische Gräber              | 1300–1000 v. Chr. | Neues Reich in Ägypten, Mykenische Kultur                |
| Talayotikum II                | Ummauerte Einfriedungen entstehen                                                                  | 1000–800 v. Chr.  | Späte Bronzezeit in Europa, Phönizische Expansion        |
| Talayotikum III               | Stieranbetung, Feuerbestattung; Hypostylos-Säle, angebaute Räume mit rechteckigem Grundriss        | 800–500 v. Chr.   | Hallstatt-Kultur, Archaisches Griechenland               |
| Talayotikum IV                | Akkulturation, Nachbildung keramischer Formen, Bestattung in Fötus-Position (in Kalk); Sanktuarien | 500–123 v. Chr.   | Karthagisches Reich, Latènezeit                          |

Die Zeit des Talayotikum I, beginnend um 1300 v. Chr., ist gekennzeichnet durch das Aufkommen von Wasserspeichern (Sitjots), unterirdischen Grabstätten und einzelstehenden Türmen in Megalith-Bauweise mit Zyklopenmauerwerk. Im Talayotikum II, ab etwa 1000 v. Chr., kamen ummauerte Einfriedungen der Siedlungen hinzu. Aus diesen beiden Abschnitten der ersten Periode der Talayot-Kultur bis etwa 800 v. Chr. sind Fundstücke aus gewöhnlicher Keramik, Begräbnis-Keramik, Bronze-Waffen und -Werkzeuge und bearbeitete Knochen bekannt.
Im Abschnitt des Talayotikum III kam es bereits zu Kontakten mit seefahrenden Kulturen von außerhalb der Balearischen Inseln, so den Griechen und Phöniziern, danach den Karthagern. In den Bodenschichten, die den Jahren nach 800 v. Chr. zugerechnet werden, fand man zusätzlich zu Keramiken und Figuren aus Bronze auch Gegenstände aus Blei und Eisen. Verschiedene Fundstücke lassen auf einen beginnenden Handel mit den Karthagern schließen, die um 654 v. Chr. eine Handelsniederlassung auf Ibiza, Ebusim (Ibis), gründeten. Die Siedlungen erhielten in dieser Zeit Anbauten mit rechteckigem Grundriss sowie Hypostylos-Säle (Säulensäle) und durch Ausgrabungen kann auf einen Stierkult mit Feuerbestattung geschlossen werden.
Im Talayotikum IV ab etwa 500 v. Chr. ging man zur Bestattungsform in Fötusstellung (in Kalk) über. Baulich entstanden Heiligtümer (Sanktuarien) und bei den Keramiken kamen Nachbildungen karthagisch/phönizischer und römischer Formen auf, was als Akkulturation bezeichnet wird. Die offensive Bewaffnung (Schwerter, Messer, Lanzenspitzen) sowie die Vielfalt der Werkzeuge nahm an Bedeutung zu. Der Einfluss anderer mittelländischer Zivilisation führte zu einer allmählichen Veränderung der einheimischen Kultur, was nicht nur an den Fundstücken damaliger Haushaltsgeräte, sondern auch der spirituellen und künstlerischen Werke deutlich wird, wie zum Beispiel Helden- und Krieger-Ikonen (kleinen Statuen, bekannt unter dem Namen „Mars Balearicus“).

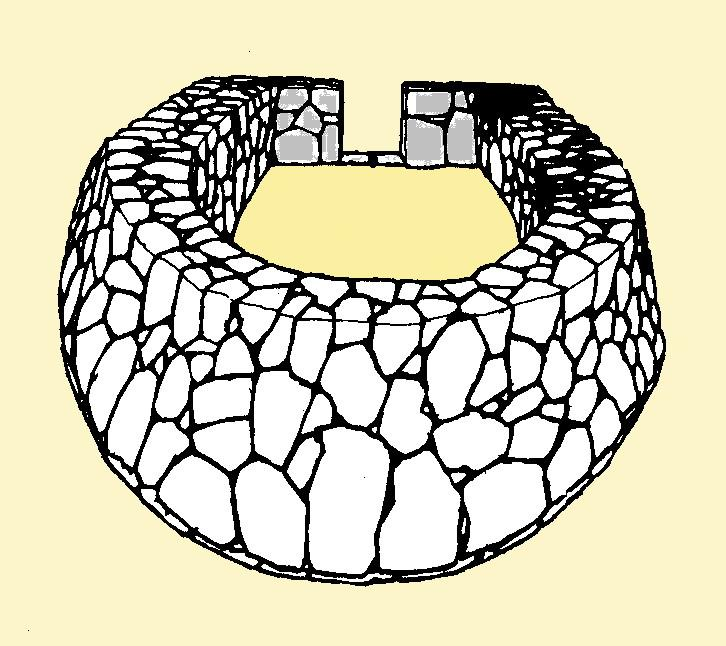
Basisrekonstruktion einer Naveta
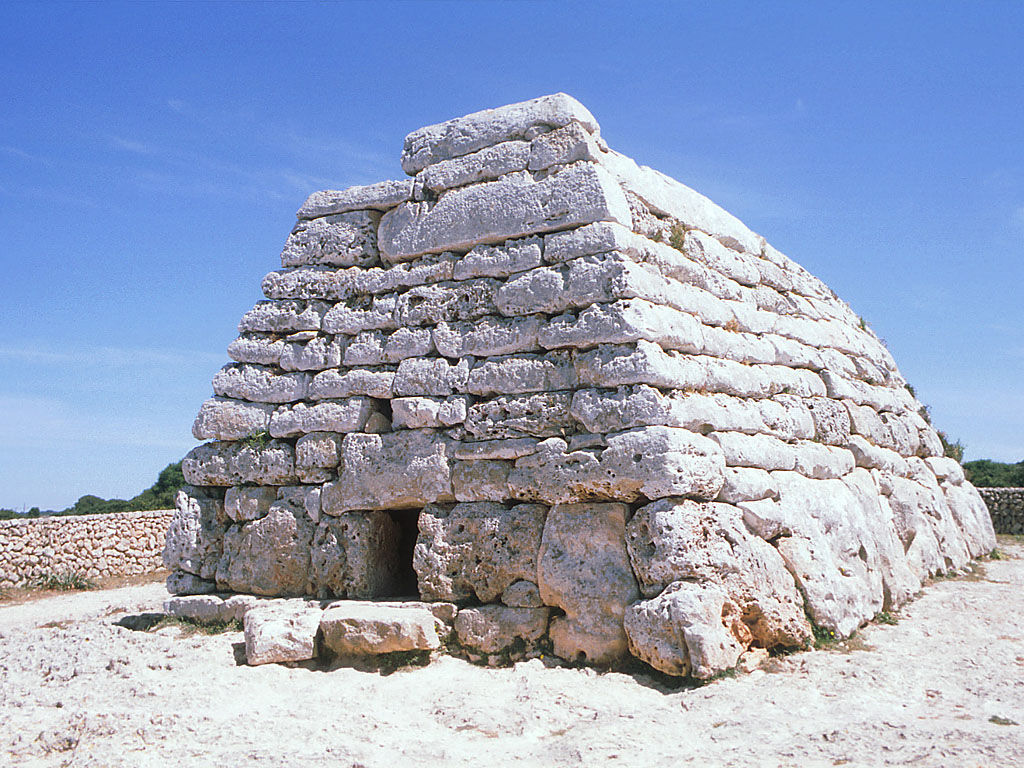
Naveta „des Tudons“ Menorca
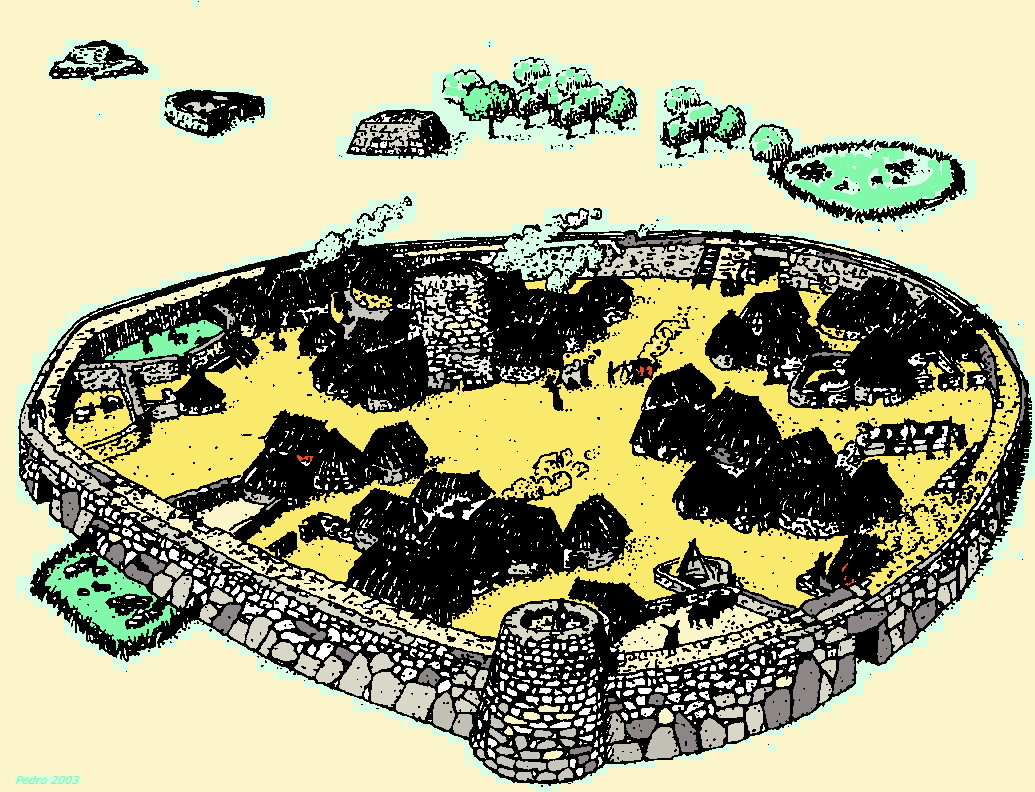
Rekonstruktion Siedlung
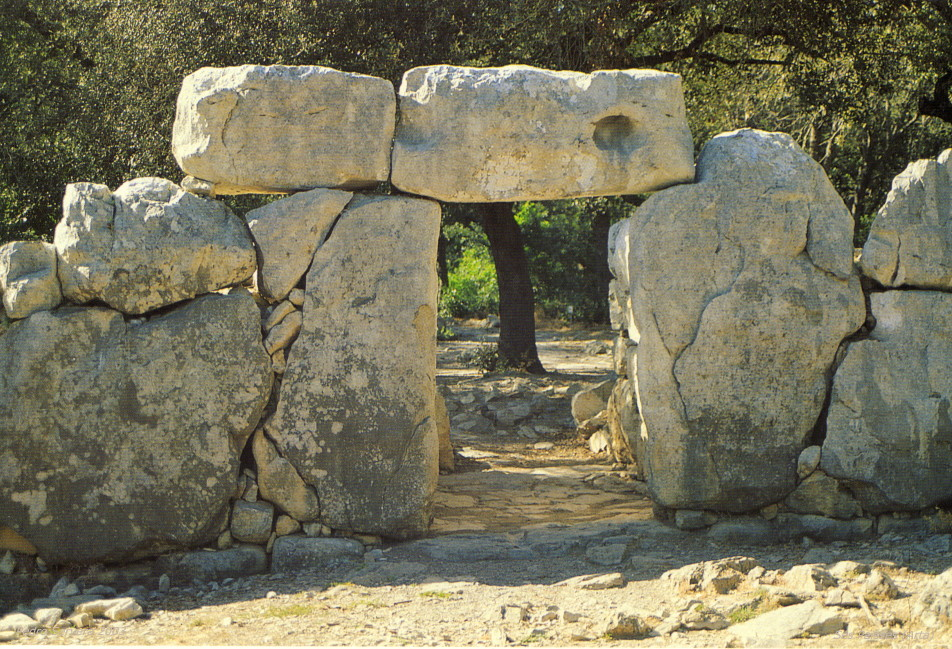
Haupteingang Siedlung Ses Païsses/Artà
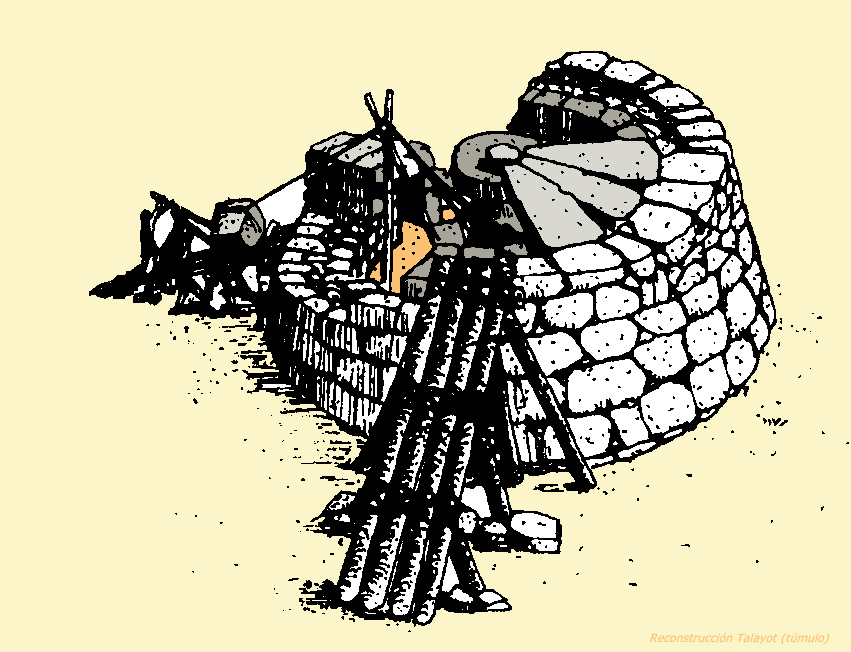
Talayot im Bau
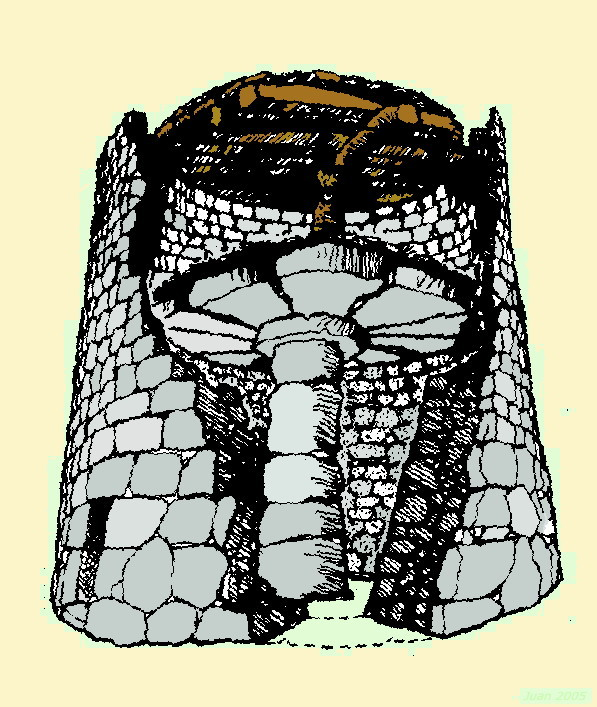
Turm mit polylithischer Säule
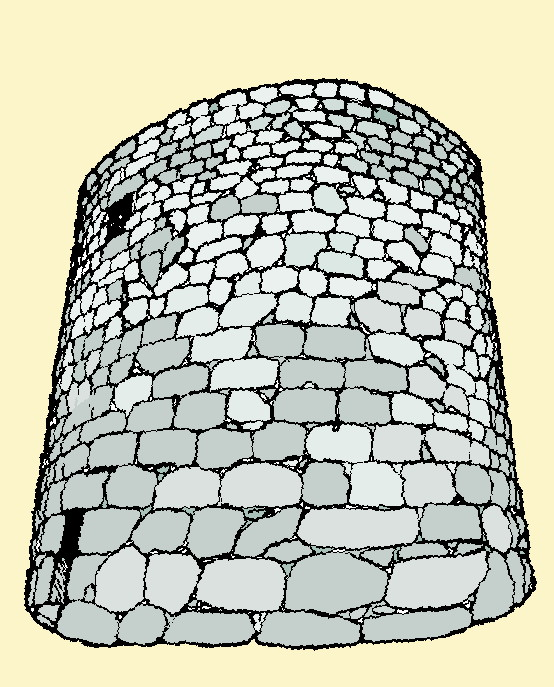
Talayot-Turm
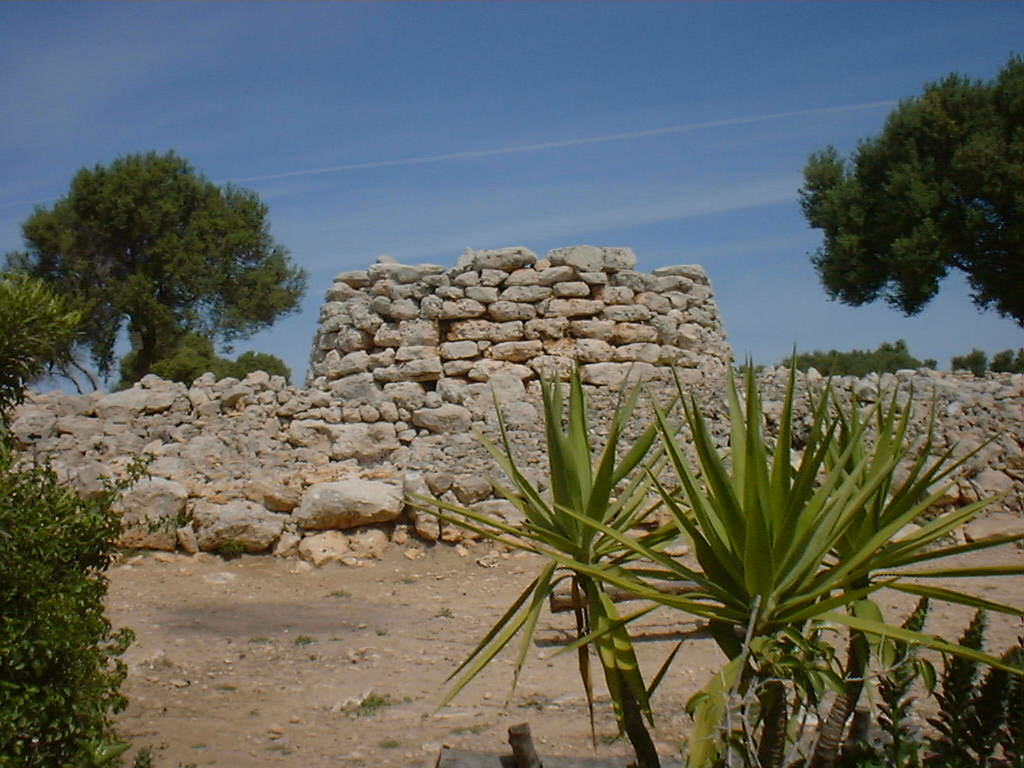
Talayotsiedlung Mallorca

Im ersten Jahrtausend v. Chr. kamen rundovale Einfriedungen aus Steinquadern auf, die manche Komplexe umschlossen. Dieser Wall wurde um vorhandene Talayots angelegt. Beispiele hierfür sind die talaiotische Siedlung von Capocorb Vell im Gebiet von Llucmajor, S’Illot bei Sant Llorenç des Cardassar, Ses Païsses bei Artà und Es Rossels im Gebiet von Felanitx. Daneben tauchen speziell auf Menorca neue Architekturelemente auf. Säulen und Pilaster fügen sich hier zu regelrechten Hypostyloi, die auf Menorca oft im Umfeld der Talayots eine eigene in die Erde gebaute Gattung darstellen und unter Umständen als Vorgänger der menorquinischen Taulen (Torralba d’en Salord) anzusehen sind. Die Menorquiner errichteten aber auch einige Steinkisten wie bei Alcaidús, Binidalinet, Montpler, Ses Roques Llises, Son Ferragut Nou und Son Ermità.

## Prähistorische Fundorte

### Mallorca (nach Regionen)
Palma
C’as Quitxero, Es Rafal, Son Sunyer
Es Pla

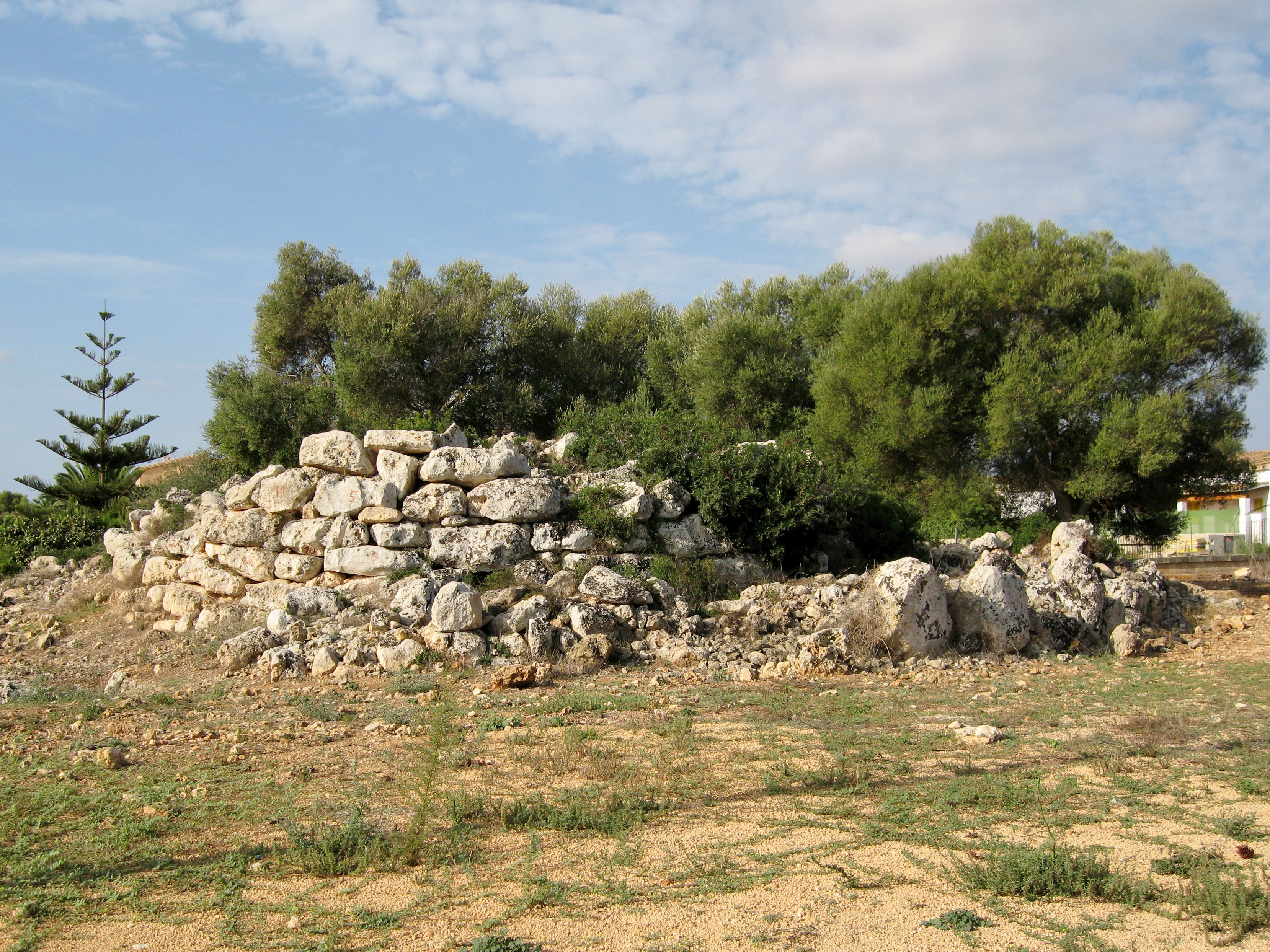
Talayot de na Pol

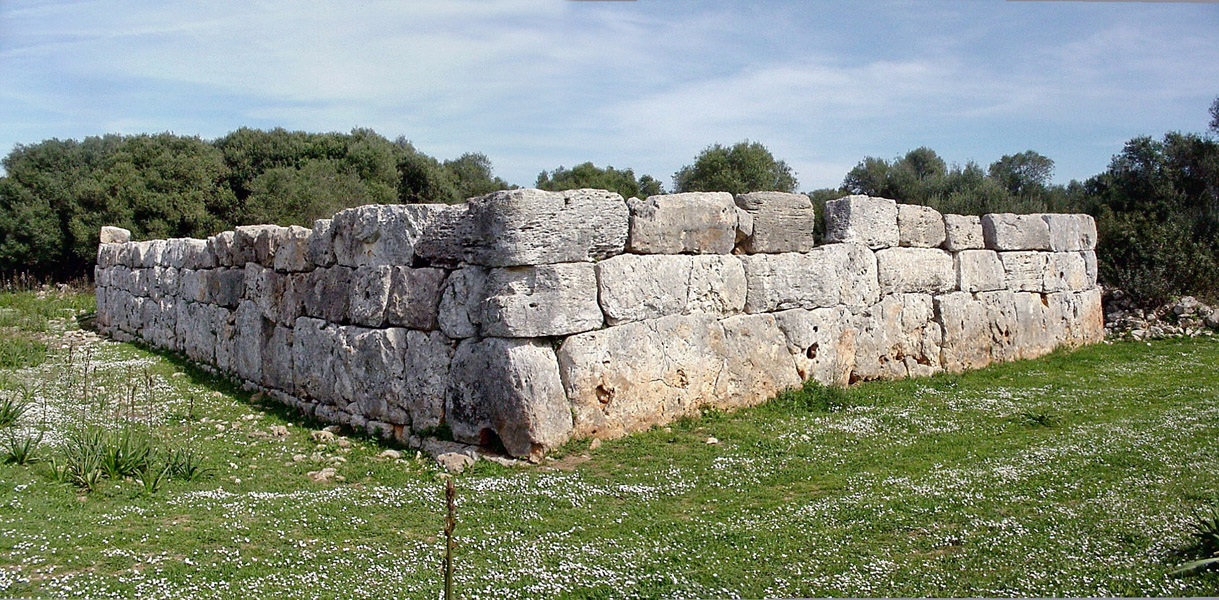
S’Hospitalet Vell

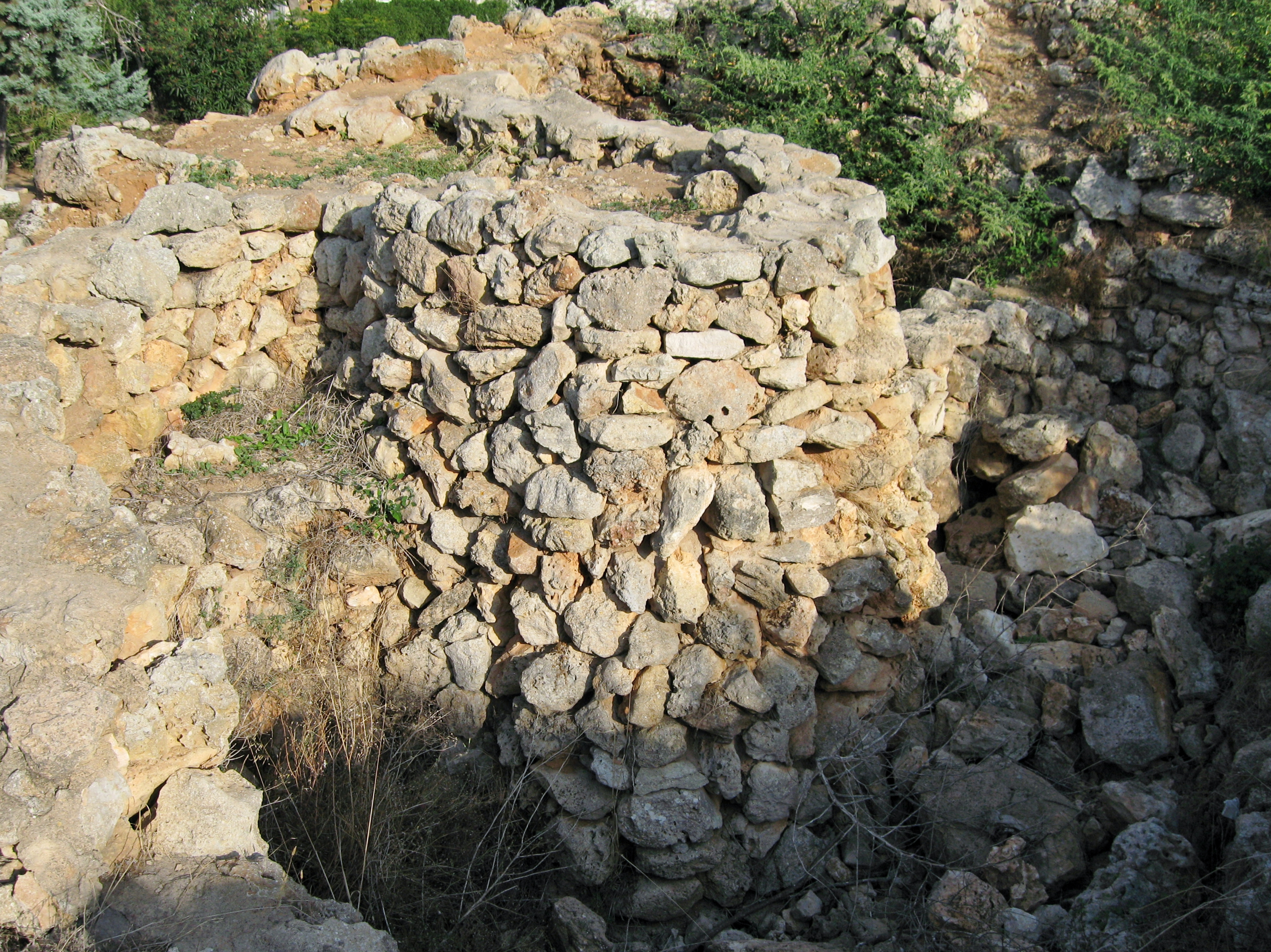
Poblat Talaiòtic de S’Illot

Binifat, Campanari des Moros, Cas Canar, Es Baulenes, Es Figueral de Son Real, Es Pou Celat, Es Pujolet, Es Racons, Es Turassot (Prätalayotikum), Es Velar de Maria, Necròpolis de Son Real, Sa Cova de sa Nineta, S’Illot des Porros, Son Bauló de Dalt, Son Coll Nou, Son Corró, Son Ferragut, Son Fornés, Son Fred, Son Homar, Son Marí, Son Perera Vell, Son Pou Vell, Son Serra de Marina, Son Vispó
Llevant
Bellver Ric, Ca n’Amer, Can Blai, Canyamel, Es Boc Vell, Llucamar, Mestre Ramon, Na Pol, Na Gatera, S’Illot, Puig Figuer, Pula, Sa Canova de Morell, Sa Gruta, Ses Païsses, S’Heretat, S’Hospitalet Vell
Migjorn
Capocorb Vell (Capocorb d’en Jaquetó), Es Antigors, Es Pedregar, Es Rossells, Es Velar de Son Herevet, Sa Talaia Grossa, Ses Talaies de Can Jordi, Son Danús Vell, Son Noguera
Raiguer
Es Picó, Can Peladet, Fideïcomis, S’Alcadena, S’Ermita, Son Sastre, Son Simó
Serra de Tramuntana
Alemany, Almallutx, Can Daniel Gran, Coma-sema, Coves de Sant Vicenç, Es Pujol, Les Arenes de Formentor, Llenaire, Pedret, Sa Roca Roja, Ses Casotes, Son Ferrandell, Son Gallard, Son Mas, Son Oleza, Son Puig, Puig de sa Morisca, Son Serralta

### Menorca (nach Gemeinden)
Maó
Trepucó, Torelló, Talatí de Dalt, Sa Torreta, Binicalaf, Cornia Nou, Llucmaçanet Vell, Es Coster de s’Hort, Sa Cudia Cremada, Biniaiet Vell
Es Castell
Trebalúger, Binissaïda de sa Creueta
Es Migjorn Gran
Sant Agustí Vell, Binicodrell Darrera, Es Mestall
Ferreries
Son Mercer de Baix (mit Cova des Moro), Binimassó, Binicalsitx
Sant Lluís
Biniparratxet Petit, Binissafullet
Alaior
Rafal Rubí, Biniac, Torralba d’en Salord, So na Caçana, Torre d’en Galmés, Na Comerma de Sa Garita, Torrellisar Vell, Son Rotger, Torralbenc Vell, Sant Vicenç d’Alcaidús, Na Patarrà
Ciutadella
Torrellafuda, Torretrencada, Naveta des Tudons, Son Catlar, Bellaventura, Son Bernardí, Torrevella d’en Lozano, Montefí